# Torularia
Torularia là chi thực vật có hoa trong họ Cải.